# Joan Olivé i Vagué
Joan Olivé i Vagué (Barcelona, 1906 -1980) va ser un cineasta i gran impulsor del cinema amateur.
Comerciant de professió, va arribar a ser un gran impulsor del cinema amateur. Va entrar a l'escena del cinema no professional a la dècada dels cinquanta, a l'era del cinema en color. Es va dedicar plenament a dues passions que va combinar a la perfecció: el cinema i els viatges. La seva dona Emília Martínez Tomàs l'ajudava amb el muntatge de les pel·lícules. Ha estat considerat un exemple del cinema amateur clàssic de la burgesia barcelonina dels anys 60 i 70.
Bona part de la seva obra, de més d'un centenar de pel·lícules, s'ha centrat especialment en documentals, molts dels quals estan dedicats a la seva ciutat, Barcelona. La seva obra ha rebut diversos premis nacionals -Premi Ciutat de Barcelona i Concurs Nacional de Centre Excursionista de Catalunya- i internacionals -entre ells Canes- i ha estat definit com "un dels millors cronistes gràfics de Barcelona".
Olivé, que també va ser un gran aficionat a la pintura, s'ocupà especialment del cinema biogràfic dels grans pintors de la història de l'art i també dels grans artistes catalans, amb films que tracten figures històriques d'aquests artistes pictòrics, utilitzant, sovint, fotos o quadres com a eix de la narració i filmant els llocs de la vida del biografiat. Entre els múltiples films biogràfics de la seva obra, catorze tenen com a protagonista un pintor: Sorolla, Nonell, Cézanne, Opisso, Casas, Fortuny, Miró, Manet, Rembrandt, Van Gogh, Toulouse-Lautrec, Gauguin, Picasso i Degas.
El 1973 l'Ajuntament de Barcelona li concedí el títol de cronista oficial de la ciutat de Barcelona (1973), creat el 1952.
Entre algunes dades menys conegudes de la seva biografia es troba la fundació el 1941, juntament amb la seva dona, Emilia Martínez, del llegendari comerç especialitzat en espardenyes, La Manual Alpargatera, en el número 7 del carrer d'Avinyó de Barcelona, el qual va ser inclòs en la llista de 400 comerços emblemàtics locals que mereixen una especial protecció.

## Fons

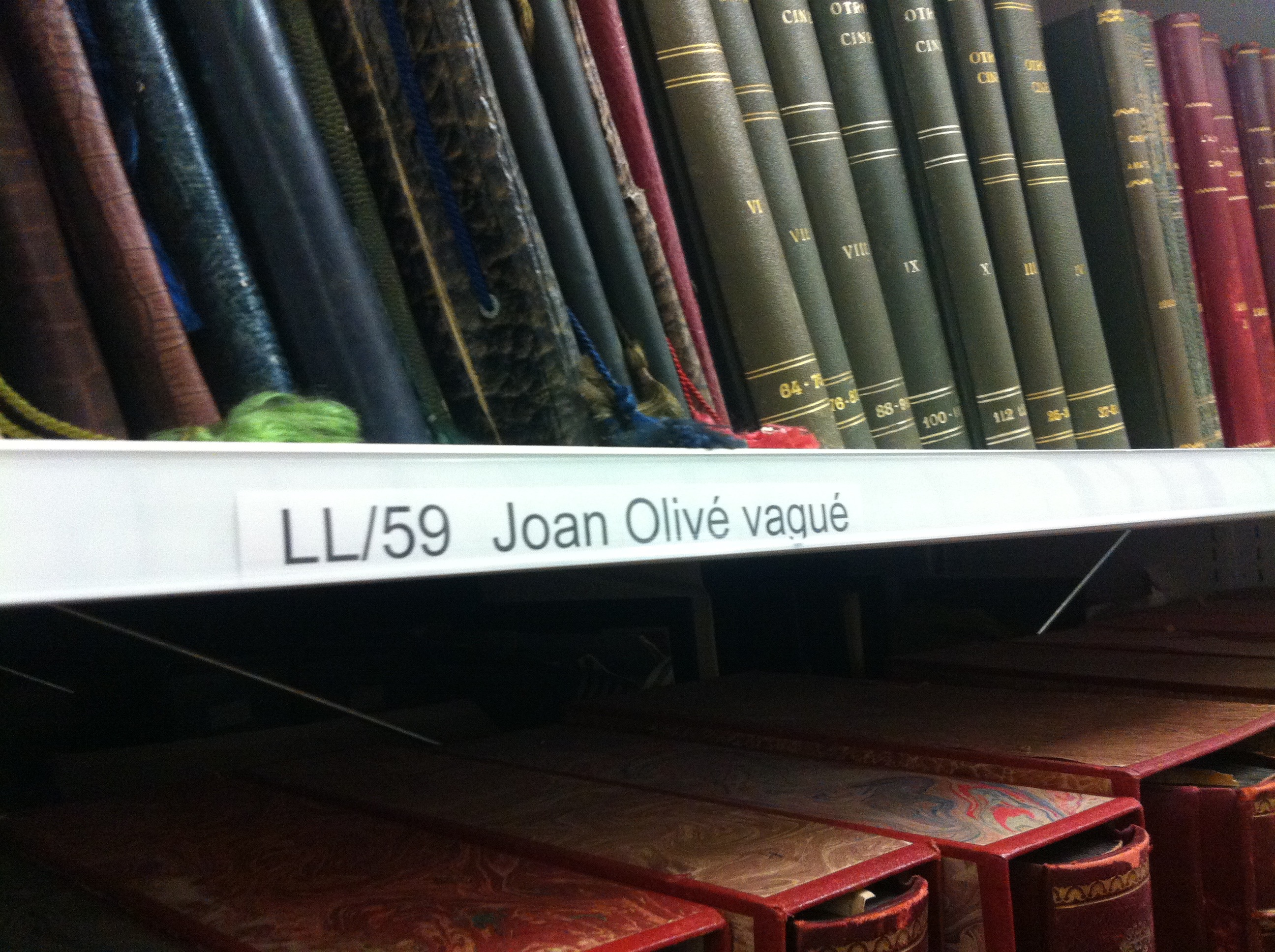
Fons Joan Olivé i Vagué conservat a la Filmoteca

El fons de Joan Olivé i Vagué es conserva a la Filmoteca de Catalunya. Recull documentació relativa a la seva faceta de cineasta amateur i a la seva vida. Conté a grans trets disset àlbums amb fotografies, notícies, crítiques, invitacions, premis, etc. i vint-i-cinc àlbums de caràcter familiar amb imatges del matrimoni. Les revistes Otro Cine, Cine Amateur i Altro cinema, així com retalls de premsa, també formen part del seu fons.